# 隆斯
隆斯（法語：Lons，法語發音：[lɔ̃s]），法国西南部城市，新阿基坦大区大西洋比利牛斯省的一个市镇，隶属于波城区，其市镇面积为11.53平方公里，2022年1月1日时人口数量为13,708人，在法国城市中排名第711位。
隆斯位于大西洋比利牛斯省东部，波城市区西北部，是波城的一个近郊卫星城，其境内有大型商业中心及工业区。

## 地名来源
“Lons”一名最初以“Lod”的形式被记载，其含义尚不清楚。

## 历史
隆斯的早期历史尚有待考证，其中世纪时长期为贝阿恩的一处普通农业村落，法国大革命后，隆斯成为下比利牛斯省（今大西洋比利牛斯省）的一个市镇。工业革命期间，途径隆斯的图卢兹－巴约讷铁路建成运行，20世纪后，随着波城及莱斯卡尔的城市扩张，隆斯境内出现了大片工业及商业区，当地人口数量逐年增加。

## 地理

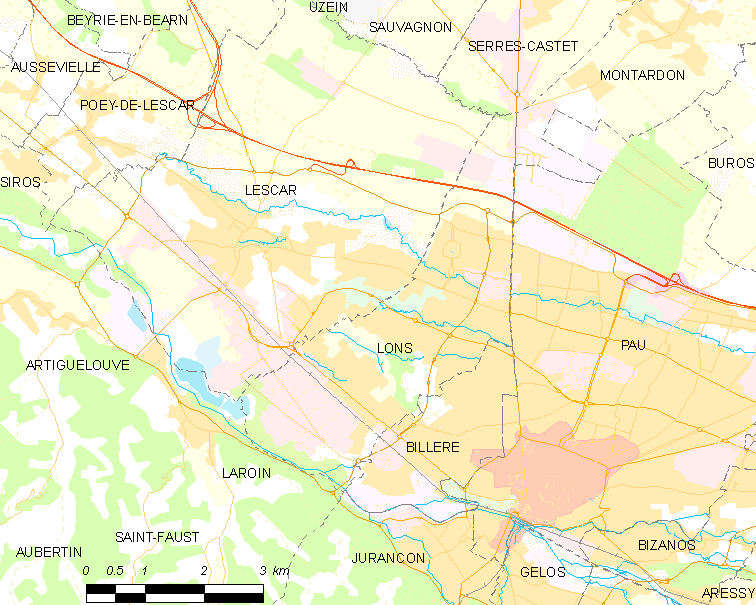
隆斯市镇范围地图

隆斯位于法国西南部，新阿基坦大区南部和大西洋比利牛斯省东部，距离省会波城大约5公里。与隆斯接壤的市镇包括：比耶尔、瑞朗松、拉鲁万、莱斯卡尔、蒙塔尔东、波城、塞尔卡斯泰。

### 地形
隆斯位于比利牛斯山北侧的山前冲积平原地带，境内以平原为主，市镇中心地势较为平坦，部分区域略有起伏，全境海拔在158到207米之间。

### 水文
隆斯位于阿杜尔河流域，波河自东向西流经境内南部，另有乌斯代布瓦河流经镇中心。

### 植被
隆斯属于温带阔叶混交林区，市区内的主要绿地公园包括乌斯溪公园（Parc du Ruisseau L'Ousse）、隆斯树林（Bois de Lons）等，均常年免费向公众开放。
在鲜花城市的评比中，隆斯暂未被评级。

### 气候
隆斯在柯本气候分类法中属于带有地中海特征的温带海洋性气候，受比利牛斯山地形影响，当地常出现焚风，气温明显高于同气候带的其它区域。

## 行政区划
隆斯是法国新阿基坦大区大西洋比利牛斯省的一个市镇，编号为64348。隆斯隶属于波城区、大西洋比利牛斯省第一选区以及莱斯卡尔县，同时也是波城贝阿恩-比利牛斯城市圈公共社区的组成部分。
法国国家统计与经济研究所（简称）在进行数据统计时，将隆斯及相邻的另外52个市镇设为波城城市核心区（2020年起扩充至共55个），并将包括核心区在内的周边共167个市镇划为波城城市区。自2020年起，波城城市区被包含228个市镇的波城城市辐射区代替。此外，还将隆斯市镇分为了5个“块区”（IRIS），以便于统计人口分布情况。

## 交通

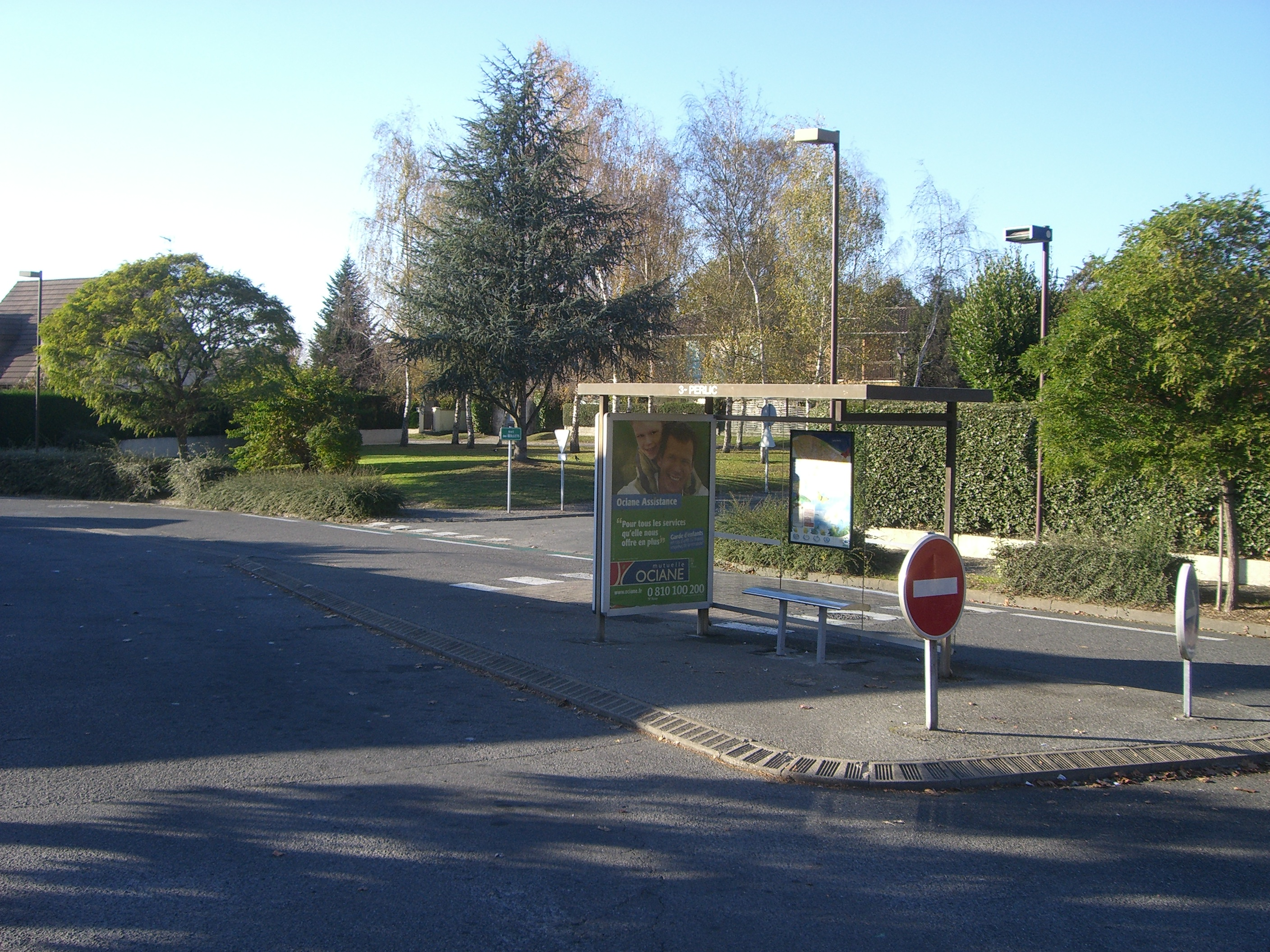
隆斯市区的一处公共汽车站台

### 公路
多条大西洋比利牛斯省省道在隆斯境内交汇，新阿基坦大区下属的城际客运提供巴士线路，可前往周边部分市镇。
| 9.1 | 6 |

| 波城 | 5 |

| 比耶尔 | 3 |

| 奥尔泰兹 | 38 |

2018年，88%的隆斯家庭拥有至少一辆私人汽车。2019年，隆斯境内共发生各类交通事故33起，造成1人遇难，41人受伤。

### 铁路
隆斯位于图卢兹－巴约讷铁路上，距离隆斯最近的运营中的客运铁路车站为5.5公里外的波城站，该站停靠往返于巴黎和塔布之间的高速列车，往返于图卢兹和巴约讷之间的城际列车，并开行前往图卢兹、波尔多、伯杜方向的区域列车。

### 航空
距离隆斯最近的民用航空站为波城比利牛斯机场，距离隆斯市中心的公路里程约11公里。

### 城市公共交通
隆斯是波城城市公共交通（商业名称为）的服务范围，后者是波城城市圈公共社区的城市公共交通系统。截至2022年11月，该系统共包括数十条公交线路，其中公交T2线、T3线、T4线和7路、8路、12路、13路经过了隆斯市区。

## 政治
隆斯的现任市长为尼古拉·帕特里亚尔什先生（Nicolas PATRIARCHE），他是共和党的一名成员，在2020年的市政选举中获得了61.63%的支持率。
在2022年的法国总统大选中，法国第25任总统埃马纽埃尔·马克龙在隆斯获得了64.79%的支持率。

## 人口
2018年，隆斯市镇人口数量为13,720，在法国排名第711位。其中男性6,596人，女性7,124人，75岁及以上人口占8.3%，外籍人口数量为2,922人，人口密度为1,190人/平方公里，当地居民被称为（男性）或（女性）。2019年，隆斯境内出生139人，死亡人口113人。
| 隆斯1901年－2019年人口变化情况 |
|                                |
| 数据来源：Cassini、INSEE       |

## 经济
隆斯是波城的一个卫星城。截止2022年9月，隆斯市镇范围内共有各类用人单位（包含自雇）2,144家，平均历史为14年，其中94.79%为中小型企业（PME），2022年9月至11月间，当地的经济活力指数为0.75%。（电器维修）、（工业机械）及（体育用品销售）是当地2021年营业额最高的三个企业，分别为4,528,063欧元4,432,195欧元和4,221,698欧元。

## 财政与居民收入
2020年，隆斯的财政收入总额为16,682,800欧元，财政支出总额为14,814,400欧元，当年的债务总额为3,157,170欧元。2021年，隆斯共获得65,745欧元的国家财政补助，比上一年减少了111.09%。
2019年，隆斯的人均月收入总额为2,453欧元，其中高级职员为4,289欧元，高于法国平均水平（4,230欧元）；中级职员为2,482欧元，高于法国平均水平（2,411欧元）；普通职员为1,754欧元，亦高于法国平均水平（1,740欧元）。
2018年，隆斯境内的青壮年（15至64岁）失业率为11%，当地55.7%的家庭拥有纳税资格，平均纳税3,593欧元，低于法国平均水平（3,910欧元）。

## 社会事务

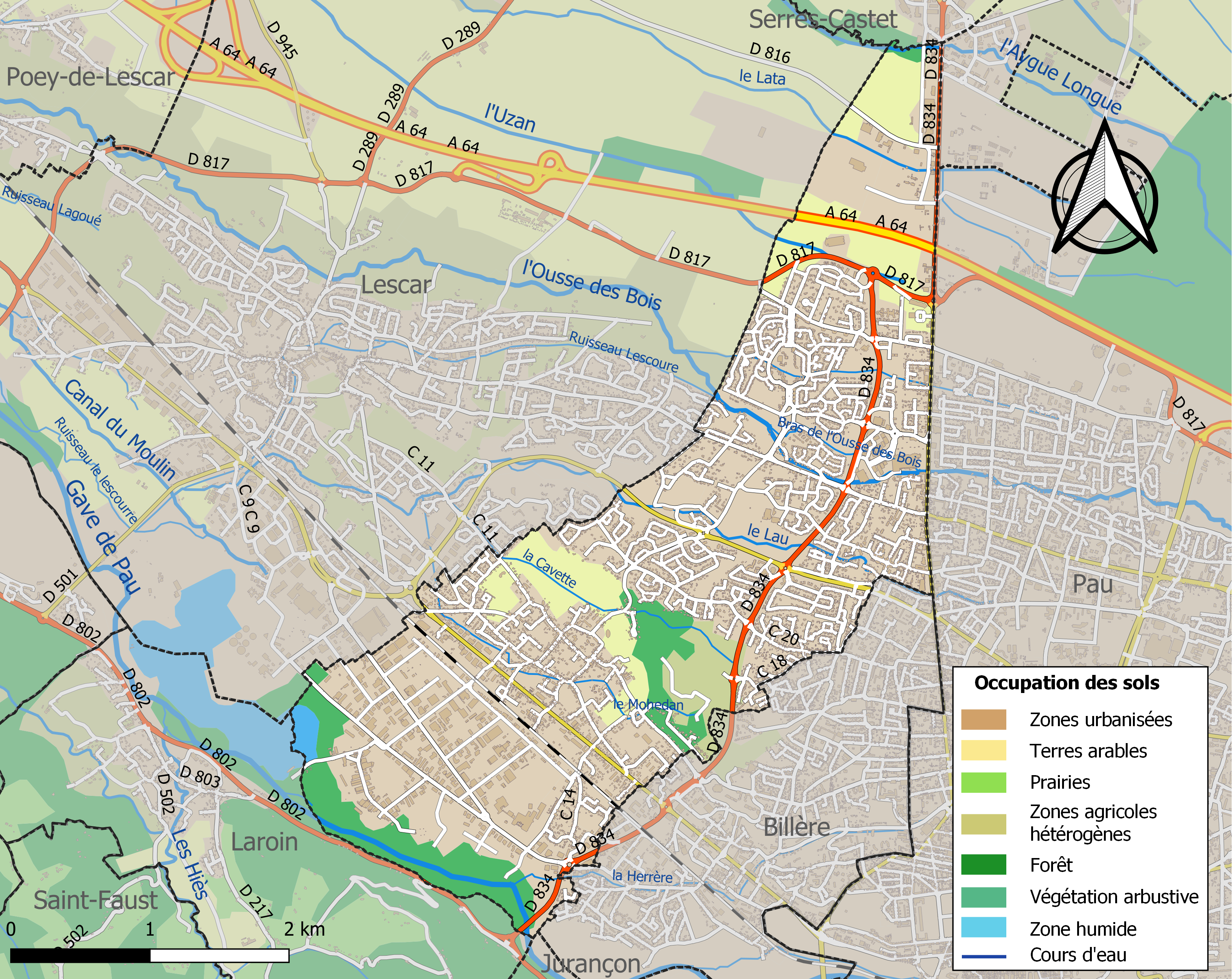
隆斯土地利用情况地图

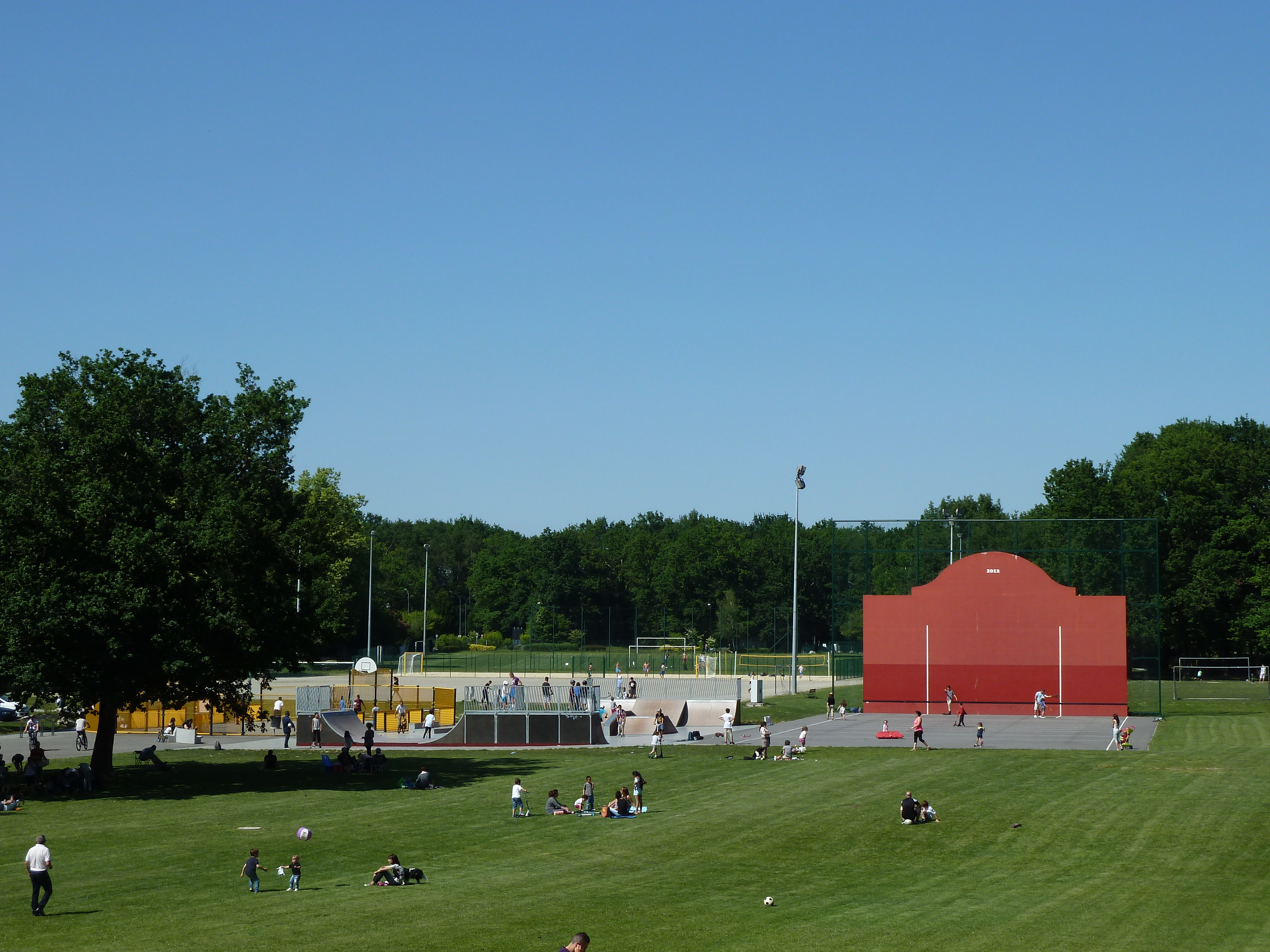
隆斯体育中心

### 教育
隆斯属于波尔多学区。截止2020年1月1日，隆斯境内共有3所幼儿园和4所小学。 

### 医疗
截止2020年1月1日，隆斯境内共有全科医生8名、保健师15名、牙医9名、护士15名和助产士1名。境内共有药房5家、养老院1家、残疾人帮扶中心2家。
距离隆斯最近的区域性医疗机构为波城中心医院（Centre Hospitalier de Pau），其主病区位于波城市区北部，距离隆斯市区的正常车程约15分钟，该院设有床位838个，是当地规模最大的公立综合性医院。

### 住房
2018年，隆斯境内共有各类住房6,476套，其中64%为独立式居民区，35.5%为集中式居民区。常住房屋占隆斯市镇范围内居民建筑总量的94.0%。
在住房保障政策方面，2020年，隆斯境内共有1,149户家庭获得了住房经济补助，受益人数占总人口数量的8.4%，其中1,106份为房租补助。

### 商业
2019年，隆斯境内共有各类实体商铺407家，其中餐厅38家、大型超市7家、杂货店2家、面包房8家、肉铺5家、书店4家、装饰品店7家、银行门店3家、美容美发店13家、汽车维修店53家。市区东北部和西南部均建有大型开放式商业街区，麦德龙波城店位于隆斯市区东北部。

### 体育
2020年，隆斯境内共有2家游泳池、2间体育馆、7处网球场、1处马术场、3处足球或橄榄球场以及3处篮球或排球场。
截至2022年11月，隆斯足球俱乐部（Football Club de Lons，编号524438）是当地唯一的一家注册足球俱乐部，该足球队的主队2022至2023赛季参加新阿基坦大区足球联赛丙组（法国第八级别），其主场为勒佩尔利克球场（Stade du Perlic）以及隆斯体育中心。

### 环境
隆斯的环境事务由其所属的波城贝阿恩-比利牛斯城市圈公共社区负责。2019年，隆斯境内共有2家污染企业。

### 治安
隆斯所在地是波城警区（la zone police de Pau）的管辖范围。2020年，该警区辖区内共10个市镇累计发生各类案件6,201起，其中盗窃类案件3,445起，经济类案件824起，毒品交易类案件154起。

## 文化

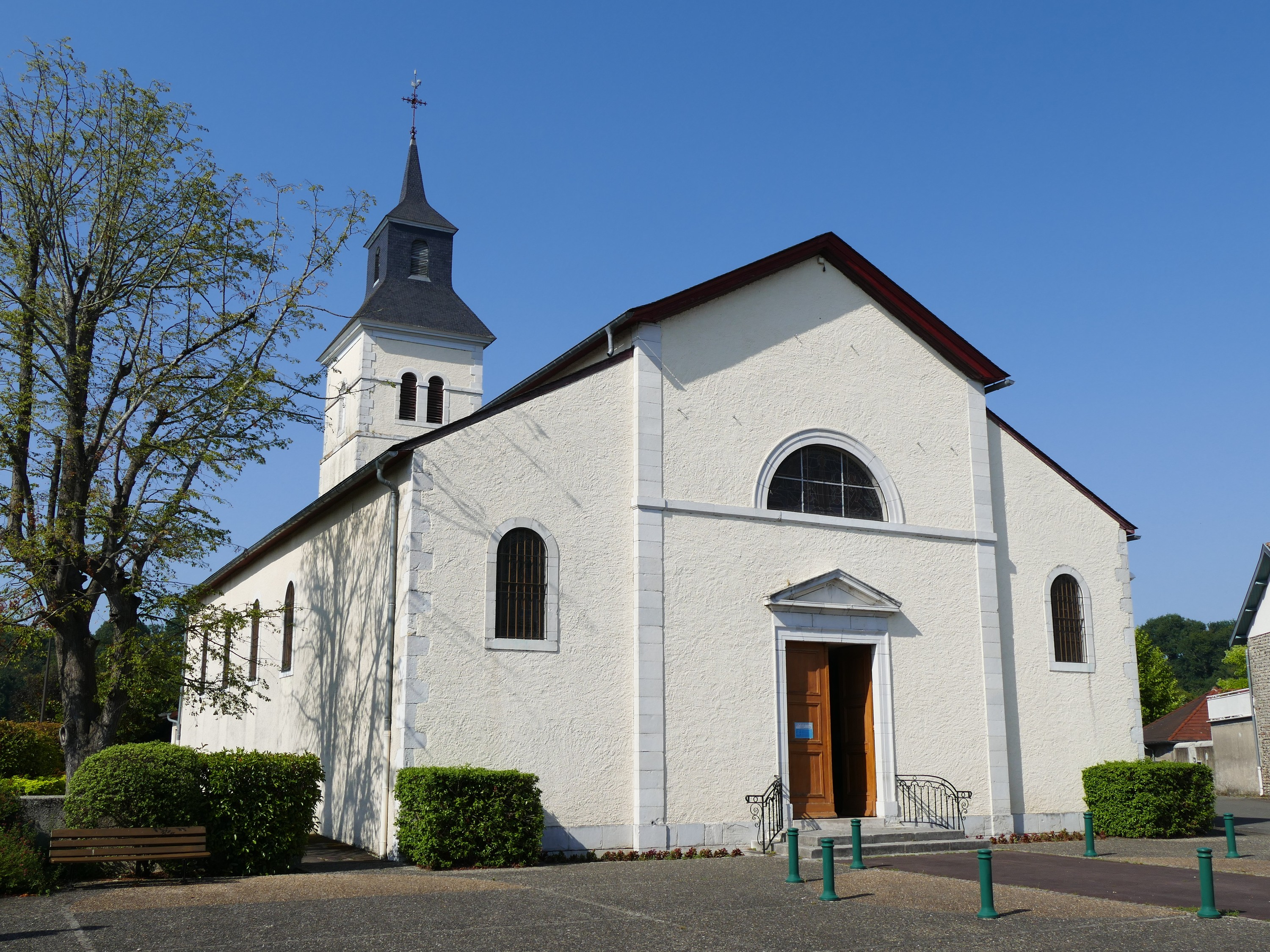
施洗约翰教堂

2020年，隆斯境内有1家剧场。隆斯市政府提供多媒体中心，每周二至六向公众开放。

### 建筑
隆斯境内有多处历史建筑，其中施洗约翰教堂（Église Saint-Jean-Baptiste de Lons）为法国国家文物保护单位。

### 旅游
隆斯的旅游事务由其所属的波城贝阿恩-比利牛斯城市圈公共社区负责。2021年，隆斯境内共有5家酒店共计182间房间。

### 媒体
法国主要的媒体均可在隆斯接收，法国电视三台下属的新阿基坦大区频道在部分时段播出隆斯所属区域的地方新闻。

## 友好城市
截至2023年3月，隆斯共与一座城市互为友好城市关系：
- 西班牙 桑托尼亚